# Grijskruinvinkleeuwerik
De grijskruinvinkleeuwerik (Eremopterix griseus) is een zangvogel uit de familie Alaudidae (leeuweriken).

## Verspreiding en leefgebied
Deze soort komt voor in India en Pakistan.

## Status
De grootte van de populatie is niet gekwantificeerd maar de soort wordt omschreven als plaatselijk algemeen in Pakistan en algemeen in India. Op de Rode lijst van de IUCN heeft deze soort de status niet bedreigd.